# 王子神社 (東京都北區)
35°45′12″N 139°44′09″E / 35.75328°N 139.73592°E
王子神社（日语：／ Ōji-jinja */?）是日本東京都北區王子本町的神社，社格是准敕祭社和鄉社，祭神是伊邪那岐命、伊邪那美命、天照大御神、速玉之男命和事解之男命，別當寺是金輪寺。
氏子方面，根據《府縣鄉社明治神社誌料》和《日本社寺大觀》均記載是532戶，《神社名鑑》和《全國神社名鑒》均稱是15000戶。文化財方面，「王子神社的銀杏」是東京都指定文化財，「王子田樂」則是北區指定文化財。

## 位置與名稱
神社位於王子站以西，石神井川以北的流域，石神井川在神社一帶又稱為音無川。行政區劃方面原屬武藏國豐島郡，後為岩淵領王子村、北豐島郡王子村、王子町和王子區。名稱方面，源於神社勸請自濱王子而來。根據《新編武藏風土記稿》記載，王子一帶在中世時本來稱為岸村，在神社勸請至此後才改稱王子。另外，神社在江戶時代為止也稱為王子權現、豐島若一王子或豐島熊野權現。

## 歷史

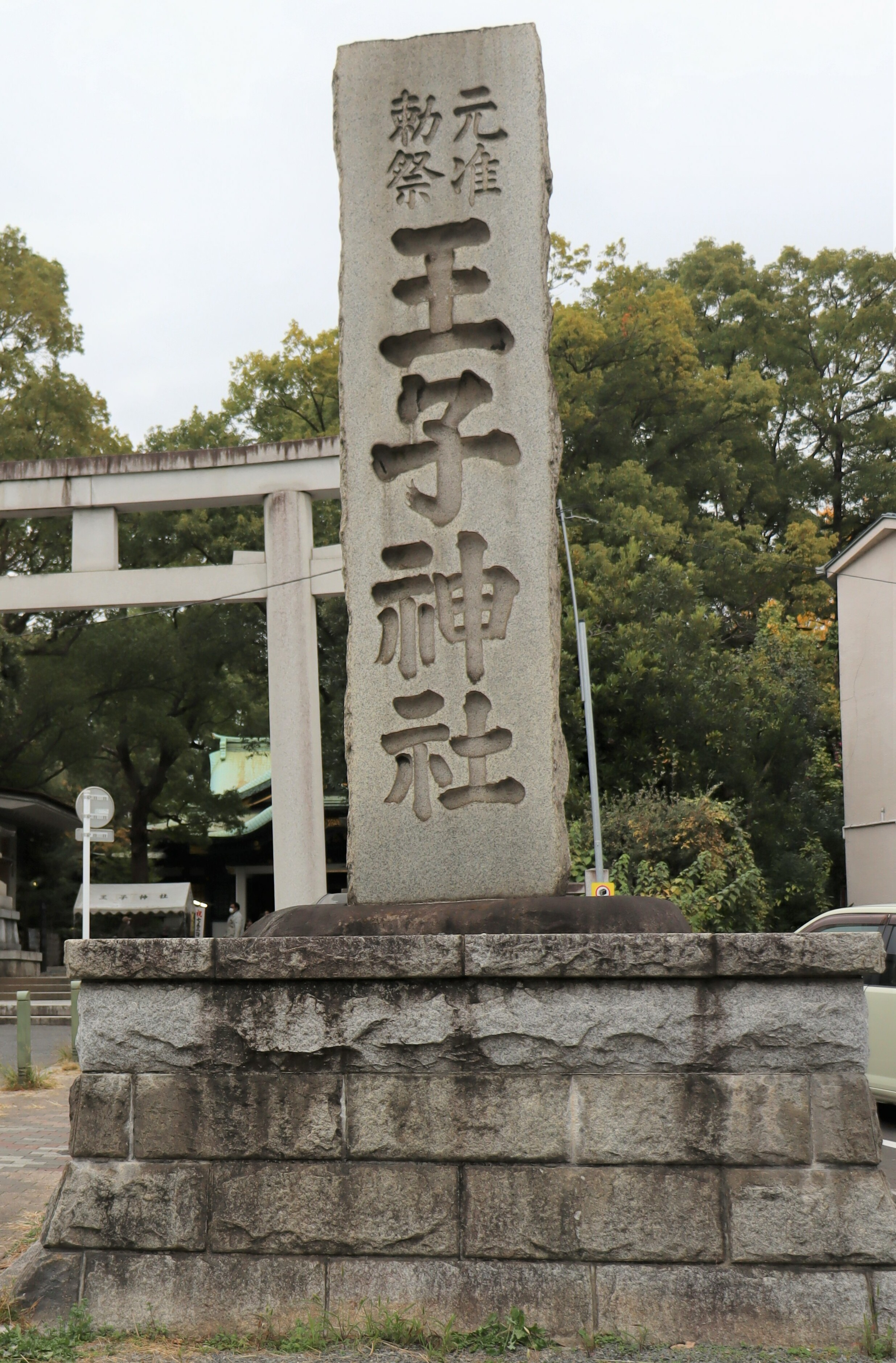
刻有「元准敕祭」的神社社號標

神社的創建時期雖然不明，但是根據《王子神社緣起》記載，源義家在康平年間（1058年至1065年）的奧州征伐時於此修煉金輪佛頂之法，回程時寄進甲冑至神社。文保2年（1318年）7月，根據收錄於《一話一言》內的《金輪寺大般若經卷三四九奧書寫》記載，推測是出自於豐島氏的右衛門尉平行泰向神社寄進大般若經。元亨2年（1322年），神社由豐島郡領主豐島景村勸請至此，作為豐島郡、足立郡、多摩郡、兒玉郡和新倉郡的產土神而創建。
在戰國時代，根據收錄於《義氏様御代之中御書案之書留》中的某年12月的《足利義氏書狀案》記載，由於神社的歳暮祈禱獲古河公方足利義氏還禮，因此推測神社在當時於關東地方也有相當高的地位。此外，根據《北條氏所領役帳》記載，神社的社領達28貫860文，涵蓋下平川、上平川和牛込。天正3年2月6日（1575年3月18日），根據收錄於《武州文書》內的《北條氏政掟書寫》記載，北條時政承諾保障神社的竹木免於採伐等事項。天正11年4月18日（1583年6月8日），根據收錄於《王子神社文書》內的《北條氏直掟書》記載，同樣的內容也獲得氏政之子北條氏直承諾。
天正19年（1591年），神社獲德川家康安堵200石的社領，直至江戶時代也沒有改變。寬永11年（1634年）冬天，神社獲江戶幕府將軍德川家光興建社殿，並且勸請東照宮以及原本在飛鳥山的飛鳥明神至境內。同時，家光也下令製作神社由來的繪卷，最終在寬永16年（1639年）閏11月由林道春撰文，錦木權兵衛書寫，狩野尚信繪畫的《若一王子緣起繪卷》完成，原本已經被燒毀，臨摹版本則是紙之博物館的館藏
元祿16年（1697年）、天明2年（1782年）和文政3年（1820年），神社先後獲將軍德川綱吉、德川家治和德川家齊興建權現造的社殿，攝末社也一度達至17座。此外，將軍德川吉宗由於出自於紀州德川家，因此對於與紀伊國有關連的王子神社情有獨鍾，他在元文2年（1737年）將飛鳥山寄進至神社，並且種稙大量櫻花，形成後來的飛鳥山公園。明治元年11月8日（1868年12月21日），神社在遷都東京後獲定為准敕祭社。明治5年（1872年），神社獲列為鄉社，1912年5月4日獲列為神饌幣帛料供進社。

## 境內
- 1982年的社殿改修紀念碑
- 大鳥居
- 神輿庫
- 神輿

根據《府縣鄉社明治神社誌料》記載，神社境內面積達3000坪（約9917.36平方）左右，《神社名鑑》和《全國神社名鑒》均稱是3183坪（約10522.31平方），本殿是權現造，佔地6坪（約19.83平方）。社殿和境內重建於1964年和1982年。境內建有大鳥居、狛犬、神輿庫和句碑等建築，大鳥居以茨城縣稻田產的御影石建成，高28尺6寸（約8.67），原本該處建有毀於第二次世界大戰時的神門。面向社殿右側的狛犬是父親，踩著手鞠，左側是母親，正在守護年幼的狛犬，作為守護象徵父妻共同撫育小孩。神輿在2017年奉納至神社，長約3尺（約0.91），重約550公斤，刻有神社的田樂舞，神輿庫則建於2019年。句碑建於1930年8月13日，刻有前王子町町長大谷曉山以飛鳥山櫻花為題材的俳句。
- 關神社和毛塚
- 銀杏

末社是關神社，祭神是蟬丸，由於相傳蟬丸曾經為其姊逆髮姬製作局部假髮和假髮，加上他本人擅長琵琶，因此受到相關界別人士的崇敬，在1959年重建原本在第二次世界大戰期間被毀的社殿。關神社境內也設有毛塚，由頭髮相關行業在1961年5月24日建成，源於釋迦牟尼進入祇園精舍時，貧女剪下自己的頭髮當成燈油，熠熠生輝的燈火就上遇上大風也沒有熄滅的傳說。此外，神社境內也有一棵在1924年測量時樹圍達6.36米，高19.69米的銀杏，1939年3月獲指定為東京都指定天然紀念物。

## 祭事
| 月次祭（每月1日） |                        |      |                           |      |                                          |
| 1月               | 歳旦祭和初詣（1月1日） | 2月  | 建國祭（2月11日）         | 3月  | —                                        |
| 4月               | —                      | 5月  | —                         | 6月  | 夏越之大祓（6月30日）                    |
| 7月               | —                      | 8月  | 例大祭「槍祭」（8月上旬） | 9月  | —                                        |
| 10月              | —                      | 11月 | 七五三                    | 12月 | 熊手市（12月6日） 年越之大祓（12月31日） |

## 註解
1. ↑  下平川和上平川現為東京都千代田區江戶城內[9]。

## 外部連結
- . 王子神社.   [2023-10-22]. （原始内容存档于2023-09-28） （日语）.
- . 東京都神社廳.   [2023-10-22]. （原始内容存档于2023-09-22） （日语）.
- . 東京觀光財團.   [2023-10-22]. （原始内容存档于2023-05-30） （日语）.
- . 北區地域振興部觀光振興擔當.   [2023-10-22]. （原始内容存档于2023-09-29） （日语）.